# St. Joseph’s Church (Tristan da Cunha)
St. Joseph ist die römisch-katholische Kirche von Tristan da Cunha im Britischen Überseegebiet St. Helena, Ascension und Tristan da Cunha in der Hauptstadt Edinburgh of the Seven Seas. Sie gehört zur Mission sui juris St. Helena, Ascension und Tristan da Cunha. 

## Geschichte
Die Kirche wurde 1995/96 erbaut und ersetzte eine 1983 errichtete kleinere Kirche. Der katholische Glaube wurde 1908 durch die beiden irischen Frauen Elizabeth und Agnes Smith auf die Insel gebracht. Mit Dereck Rogers, Anne Green und James Glass sind alle Laienprediger der Kirche Enkel von Agnes Smith.